# Lago Maeriolo
Lago Maeriolo är en sjö i Spanien.   Den ligger i provinsen Província de Lleida och regionen Katalonien, i den nordöstra delen av landet, 400 km nordost om huvudstaden Madrid. Lago Maeriolo ligger 2 299 meter över havet. Arean är 0,11 kvadratkilometer.  Trakten runt Lago Maeriolo består i huvudsak av gräsmarker.